# Сушко Олександр
Олександр Сушко (1880, Галичина — 1966, Чикаго) — український історик, журналіст, громадський діяч.

## Біографія
Олександр Сушко родом з Галичини; гімназійний учитель у Львові і автор праць з історії Церкви XVI ст.
Редактор газети «Канадійський Русин» і видавець-редактор науково-літературного журналу «Україна» (2 ч. 1918—1919), організатор першого загального з'їзду українців Манітоби (1915).
Пізніше жив в м. Чикаго, де був деякий час викладачем історії слов'янських народів у Чиказькому університеті. Помер у Чикаго.